# Somewhere in Sonora
Somewhere in Sonora (Brasil: Terra de Ninguém ) é um filme norte-americano de 1933, do gênero faroeste, dirigido por Mack V. Wright e estrelado por John Wayne e Henry B. Walthall.

## A produção
Somewhere in Sonora é o penúltimo faroeste de Wayne para o Warner Bros., nesta fase inicial de sua carreira.
O filme aproveita diversas cenas da película homônima de 1927, estrelada por Ken Maynard, da qual é um remake. No elenco está Paul Fix, ator muitas vezes presente na filmografia de Wayne.

## Sinopse
John Bishop é preso, falsamente acusado de trapaça durante um rodeio. Bob Leadly consegue libertá-lo e, em troca, John vai para o México, descobrir o paradeiro de seu filho Bart. Ele o encontra na cidade de Sonora, como um dos membros da gangue de Monte Black. John junta-se ao bando para tentar fazer com que Bart volte ao bom caminho e descobre que Monte Black deseja apoderar-se da mina de prata do pai de Mary Burton, jovem por quem está apaixonado.

## Elenco
| Ator/Atriz        | Personagem   |
| ----------------- | ------------ |
| John Wayne        | John Bishop  |
| Henry B. Walthall | Bob Leadly   |
| Shirley Palmer    | Mary Burton  |
| Ann Faye          | Patsy Ellis  |
| J. P. McGowan     | Monte Black  |
| Paul Fix          | Bart Leadly  |
| Ralph Lewis       | Kelly Burton |
| Frank Rice        | Riley        |
| Billy Franey      | Shorty       |